# Nicole Gamba
Nicole Gamba (Bergamo, 2 giugno 1998) è una pallavolista italiana, libero della Vallecamonica Sebino.

## Carriera

### Club
La carriera di Nicole Gamba inizia nella stagione 2013-14 nella Bruel Bassano, in Serie B1: resta nella stessa divisione anche per il campionato successivo vestendo però la maglia della Junior Casale.
Nella stagione 2015-16 viene ingaggiata dalla LJ di Modena, in Serie A1, mentre in quella successiva è in Serie A2 con il Pesaro.
Per il campionato 2017-18 si accasa alla neopromossa Filottrano, in Serie A1, mentre dalla stagione seguente torna a disputare il campionato cadetto, vestendo per tre annate consecutive la maglia del CUS Torino e nella stagione 2021-22 quella del Marsala.
Nella stagione 2022-23 difende i colori dalla Savino Del Bene, tornando a disputare la Serie A1, con cui vince la Coppa CEV, tuttavia l'annata seguente è di nuovo di scena in Serie A2, ingaggiata dall'Esperia: categoria dove milita anche nel campionato 2024-25, firmando per la Vallecamonica Sebino.

## Palmarès

### Club
- Coppa CEV: 1

2022-23